# Шэннон, Этель
Этель Шэннон (англ. Ethel Shannon; 22 мая 1898, Денвер — 10 июля 1951, Голливуд) — американская актриса немого кино.

## Биография
Этель Шэннон, ирландка по происхождению, родилась 22 мая 1898 года в Денвере, штат Колорадо. Согласно сообщениям в прессе, попала в кино, сумев заинтересовать Эдвина Кэрью, режиссёра киностудии Metro Pictures. В его фильме «Как просто заработать деньги» она и дебютировала на киноэкране в 1919 году.
Спустя четыре года актриса вошла в число тринадцати многообещающих старлеток в списке WAMPAS Baby Stars, получила обширную рекламную поддержку в прессе, и это несколько подстегнуло развитие её кинокарьеры. В том же 1923 году Шэннон подписала контракт с продюсером Б. П. Шульбергом и снялась на его киностудии в четырёх фильмах. Среди них были её первая заметная картина «Дочери богача», после которой Шэннон стали называть одной из самых красивых женщин кинематографа, и любовная мелодрама «Майские дни», где роль второго плана исполнила будущая звезда немого кино Клара Боу.
Несмотря на успех этих двух фильмов (последняя картина не сходила с экранов на протяжении полутора лет), актриса в 1924 году перестала работать с Шульбергом и в последующие три года снималась на разных киностудиях, что было нетипичным явлением в те годы, когда студии привязывали к себе актёров долгосрочными контрактами. Она появилась в ряде вестернов, играя в паре с характерными актёрами этого жанра Хутом Гибсоном, Гарри Кари и Ридом Хоусом.
В 1927 году карьера актрисы пошла на спад. Она ушла из кино и в сентябре 1928 года родила сына от Джозефа Джексона, сценариста Warner Bros., за которого вышла замуж ещё в 1924 году. Их брак завершился трагически — 26 мая 1932 года Джексон утонул, плавая в океане. В 1935 году Этель предприняла попытку вернуться в кино и снялась в музыкальном фильме «Звёзды над Бродвеем», однако её роль была такая крошечная, что даже не попала в титры, поэтому она оставила карьеру и на этот раз окончательно. Актриса умерла 10 июля 1951 года в возрасте пятидесяти трех лет.